# Ивана Стојановић
Ивана Стојановић (Нови Сад, 16. август 1960) je српска политичарка Српског покрета Двери и дипломирани политиколог.

## Биографија
Рођена је 16. августа 1960. године у Новом Саду. Дипломирала је журналистику на Универзитету Ломоносов у Москви, а звање дипломирани политиколог стекла на Факултету политичких наука у Београду након нострификације дипломе из Москве. Пре ангажовања у политици, радила је као стручни сарадник за информисање у Већу самосталних синдиката Војводине и као маркетиншки руководилац у предузећу Тргомонт.
Течно говори руски, а служи се и енглеским језиком.

## Политичка каријера
Активно се бави политиком од 2014. године када постаје члан покрета Двери.  Од 2021. године  члан je Председништва овог покрета и председник Савета за породицу.
Председник је Покрајинског одбора Двери за Војводину, председник Градског одбора Двери Новог Сада и члан Савета Двери за породицу, као и Савета за социјална питања. Члан је Главног одбора и Председништва Двери. Чест је гост у гледаној емисији Актуелности телевизије Happy.
На градским изборима у Новом Саду 2. јуна 2024. године Ивана Стојановић је носилац заједничке листе Двери и Народне странке. Назив заједничке листе гласи: „Волим Нови Сад - Српски покрет Двери, Ивана Стојановић - Народна странка, Александар Максимовић - Живим за Србију, др Јована Стојковић“.